# Egypontos nukleotid-polimorfizmus

Az 1. jelű DNS-szál egy bázispárja különbözik a 2. jelűtől (C/T polimorfizmus).

Az egypontos nukleotid-polimorfizmus (vagy: egyedi nukleotid-polimorfizmus, esetleg egyszerű nukleotid-polimorfizmus), elterjedt angol nevén Single Nucleotide Polymorphism, rövidítve SNP,  kiejtve „sznip” egy DNS szekvencia-variáció, mely akkor jön létre, ha egy nukleotid a genomban megváltozik. Például, egy SNP azt jelent, hogy az AAGCCTA szekvencia AAGCTTA szakaszra módosult, de csak akkor nevezik a variációt SNP-nek, ha a populáció legalább 1%-ában megjelenik.  
Az SNP-k teszik ki a humán genetikai variációk 90%-át, és minden 100-300 bázispáronként jelen van a humán genomban. Minden 3 SNP-ből 2-ben a citozint (C) timin cseréli le (T), ahogy az előbbi példában is. Az emberi DNS-ben lejátszódó változások jelentősége, hogy az emberi szervezet változhat, hogy miképp reagáljon pl.  a betegségekre, baktériumokra, vírusokra, kemikáliákra.
Az SNP-k pontmutációknak tekinthetők, melyek voltak olyan sikeresek az evolúcióban, hogy végül fontos részévé váltak a populációknak.

## Kimutatás
Egy bevált módszer az SNP-k kimutatására az RFLP (restriction fragment length polymorphism, azaz restrikciós fragmenthossz-polimorfizmus), más néven SNP-RFLP. Ha egy allél rendelkezik egy restrikciós enzim-hasítóhellyel, míg egy másik nem, akkor a két allél enzimatikus emésztése eltérő hosszúságú fragmenteket fog eredményezni. 
Abban az esetben, ha nincs ilyen hasítóhely-különbség, akkor a PCR módszert használják.